# Sema Ramazanoğlu
Pour les articles homonymes, voir Ramazanoğlu.
Sema Ramazanoğlu (prononcé [sɛ.mɑ ɾɑ.mɑ.zɑn.o:.'ɫu]), née Bostancı le 25 août 1959 à Denizli (Turquie), est une femme politique turque. 

## Biographie
Membre de l'AKP, elle est députée depuis 2015 et ministre de la Famille et des Politiques sociales entre 2015 et 2016.
Elle est l'épouse du député Yıldırım Mehmet Ramazanoğlu.

## Mandat
- Députée AKP de Denizli dans la 26e législature (depuis novembre 2015).